# Synopeas mucronatum
Synopeas mucronatum är en stekelart som först beskrevs av Julius Theodor Christian Ratzeburg 1852.  Synopeas mucronatum ingår i släktet Synopeas och familjen gallmyggesteklar. Inga underarter finns listade i Catalogue of Life.